# Рынин (лунный кратер)
Кратер Рынин (лат. Rynin) — большой древний ударный кратер в северном полушарии обратной стороны Луны. Название присвоено в честь советского ученого и популяризатора в области воздухоплавания, авиации и космонавтики Николая Алексеевича Рынина (1877—1942) и утверждено Международным астрономическим союзом в 1970 г. Образование кратера относится к донектарскому периоду.

## Описание кратера

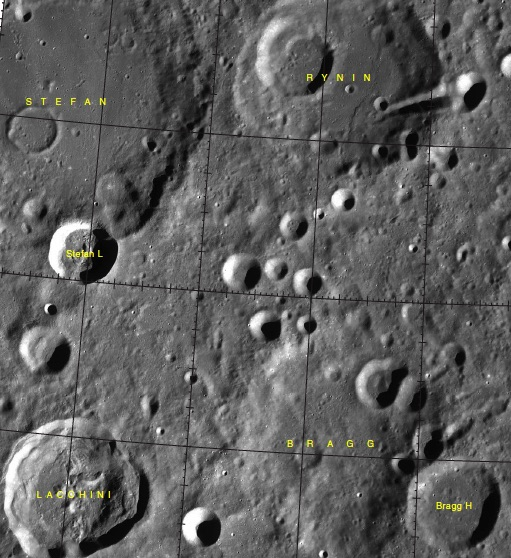
Окрестности кратера Рынин. Фрагмент карты LAC-36.

Ближайшими соседями кратера являются кратер Стефан на западе; кратер Чепмен на северо-востоке; кратер Мак-Лафлин на востоке; кратер Брегг на юге и кратер Лакчини на юге-юго-западе. Селенографические координаты центра кратера 46°47′ с. ш. 103°44′ з. д. / 46,78° с. ш. 103,73° з. д., диаметр 77,9 км, глубина 2,8 км.
Кратер Рынин имеет полигональную форму и значительно разрушен за длительное время своего существования. Вал сглажен, в восточной части перекрыт кратерами различного размера и прорезан цепочкой кратеров образующей клиновидную долину. Лучше всего сохранилась северо-восточная часть вала на внутреннем склоне которой можно различить остатки террасовидной структуры. Дно чаши относительно ровное в восточной части, западная часть чаши занята крупным кратером. Восточнее центра чаши кратер рассечен с севера на юг одиночной бороздой.

## Сателлитные кратеры
Отсутствуют.